# Ribozima mamífera CPEB3

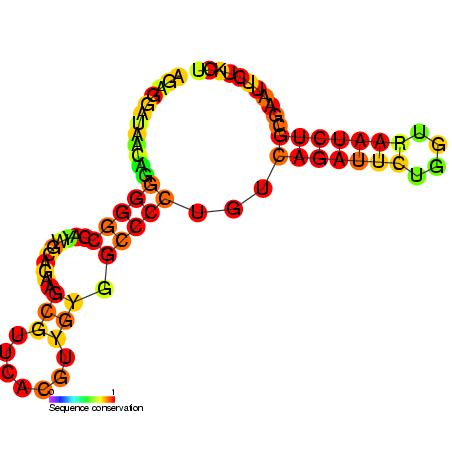
Estructura secundaria de la ribozima mamífera CPEB3.

La ribozima mamífera CPEB3 es una molécula de ARN no codificante con actividad de autoescisión localizada en el segundo intrón del gen CPEB3 que pertenece a la familia de genes que regulan la poliadenilación del ARN mensajero. Esta ribozima ha sido altamente conservada durante la evolución y se encuentra solo en los mamíferos. La ribozima CPEB3 está estructural y bioquímicamente relacionada con la ribozima del virus de hepatitis delta. Otras ribozimas parecidas a la del VHD han sido identificadas y se ha confirmado su actividad in vitro en un gran número de eucariotes.